# Александра Зьолковська-Бем
Александра Зьолковська-Бем (пол. Aleksandra Ziółkowska-Boehm; 15 квітня 1949, Лодзь) — польська письменниця, з 1990 року мешкає в США.

## Біографія
Донька Генріка та Антоніни, уродженої Лашкевич. Мала старшого брата Генріка та молодшого Кшиштофа. Згідно з мемуарами «Вулиця Черепашого Струменя», батько прищепив їй любов до книг, а мати, яка співала в церковному хорі понад 50 років, вселяла в неї захоплення прекрасними голосами.
Александра Зьолковська закінчила факультет польської філології Лодзького університету (1968–1973), а в 1978 році захистила докторську дисертацію з гуманітарних наук у Варшавському університеті. У 1972–1974 роках вона була асистенткою та секретаркою Мельхіора Ваньковича; письменник присвятив їй «Карафу» Лафонтена та залишив свій архів у заповіті. У 1975 році вона перебувала в Оксфорді за стипендією Оксфордського мовного центру. У 1977–1981 роках вона була членом редакції репертуару Польського телевізійного театру, де серед іншого, вела бюлетень «Польський телевізійний театр» та організовувала конкурси сценаріїв.
У 1981 році вона знову поїхала на закордонну стипендію (Міністерство культури уряду провінції Онтаріо, Канадсько-польський інститут науки в Торонто та Фонд Адама Міцкевича в Торонто), цього разу до Торонто. У 1985 році вона отримала стипендію Вашингтонського інституту міжнародної освіти (Фулбрайт), у 1990 році — стипендію Фонду Костюшка в Нью-Йорку. З 1990 року вона проживає в Сполучених Штатах, у Вілмінгтоні. Регулярно відвідує Польщу. У 2006–2007 роках була стипендіаткою Фулбрайта на історичному факультеті Варшавського університету.
Вона є членом Асоціації авторів ZAiKS у Варшаві (з 1976 року), Асоціації польських письменників (з 1990 року), Асоціації польських письменників за кордоном у Лондоні (з 1994 року), Фонду Костюшка в Нью-Йорку (з 1991 року), Польського інституту мистецтв і наук в Америці (з 1991 року), Польсько-американської історичної асоціації (Центральний державний університет Коннектикуту, Нью-Британія, з 2012 року), Польського товариства спадщини Філадельфії, Інституту Юзефа Пілсудського в Нью-Йорку (з 2012 року), Американського ПЕН-клубу в Нью-Йорку (з 1998 року), Асоціації Фулбрайта (з 2007 року).
З 2005 року член правління Фонду Стефана Корбонського у Вашингтоні; член правління Польського народного університету у Філадельфії (з 2015 року). Член журі літературної премії Лондонської асоціації письменників за кордоном (ZPPnO) (з 2011 року).
Вона отримала нагороди, зокрема: «Контрасти» від Щомісячних репортерів (1988), «Золотий екслібрис» Поморської бібліотеки (2001), премію Делаверського відділу мистецтв у дисципліні «Література-творча нехудожня література» (2006), премію Фулбрайта (2008), літературну премію Асоціації польських письменників за кордоном, (Лондон, 2007). 12 січня 2014 року вона отримала медаль Ігнація Падеревського, що вручається Асоціацією ветеранів Польської армії в Америці (SWAP). У 2014 році на конкурсі, організованому порталом «Historia Łodzi» під назвою «Ми обираємо найвидатніших мешканців Лодзі», вона посіла 2-ге місце. У 2014 році – нагороду читачів з Лодзі, пов’язаних з військовою книгарнею імені Стефана Грота Ровецького. Указом Президента Республіки Польща від 20 червня 2014 року вона була нагороджена Золотим Хрестом Заслуги. У жовтні 2014 року вона отримала Золотий Почесний Знак Асоціації польських книготорговців. У січні 2015 року вона отримала Нагороду за громадянські досягнення Скального Польсько-американська історична асоціація (PAHA), Центральний державний університет Коннектикуту, Нью-Британія; за просування польської культури за кордоном бронзову медаль «Zasłużony Kulturze Gloria Artis» (2015); літературну премію Фонду Туржанського (Торонто, 2015), нагороду Польського товариства спадщини Філадельфії («на знак визнання її літературних досягнень») (2018); Фонд культури та спадщини польських вірмен – Вирази визнання та співчуття – (Варшава, 30 жовтня 2019 року); Нагорода «Свідок історії» («на знак визнання особливих заслуг у відзначенні історії польської нації», Інститут національної пам'яті, Варшава, 2019), Нагорода Альберта Нельсона Маркіза за життєві досягнення від Marquis Who's Who (2020), Видатний поляк у США (нагорода, 2020; Асоціація Pangea Network USA та Фонд польського промоційного герба «Teraz Polska»); звання «VIP-випускник Лодзького університету» (2021); Нагорода Фонду Януша Куртики в конкурсі «Минуле/Майбутнє» в категорії «Полонія та поляки за кордоном» за книги, що пропагують польську історію (2022). Звання почесного члена Асоціації «Губалова Родзіна» («автор багатьох книг про долю солдатів з окремого підрозділу Польської армії майора Губаля), зокрема про Ромуальда Родзевича (20.08.2022)
«Подорожі з моїм котом» отримала звання «Книга тижня» від книгарень (22–23 грудня 2002 р.), «Кая від Радослави, історія Губалового крижа» – нагороду Асоціації польських письменників за кордоном (Лондон, 2007 р.), «Відкриття рани Америки» було номіновано на премію «Ангелус» (2008 р.), «Двір у красні та Губаловий демон» – на премію «Історична книга року» та на літературну премію імені В. Реймонта (2010 р.). За цю книгу автор отримав почесне громадянство гміни Славно, а також медаль 25-річчя самоврядування гміни Славно, звання та статуетку «Друга школи Ванди та Генрика Оссовських» у Куницях. Автор статей, опублікованих, зокрема, в «Odra», «Arkusz», «Rzeczpospolita», «Przekrój», «Polityka», «Przegląd Powszechny», «Twój Styl», «Voyage», а також в іноземних журналах – «Zeszyty Historyczne» (Париж), «Kultura» (Париж), «Nowy Dziennik». (Нью-Йорк), «Pamiętnik Literacki» (Лондон), «Nowy Kurier» (Торонто), «Sarmatian Review» (Х’юстон), «Periphery» (Енн-Арбор), «The Chesterton Review», «Dialogue and Universalism», «The Polish Review» (Нью-Йорк).
Її дядьком був скульптор Корчак Зьолковський, який вирізьбив пам'ятник індіанському вождю Шаленому Коню в скелях у Південній Дакоті (після його смерті його родина продовжила роботу). Чоловік: Норман Бем, автор книги «З маленького міста у великий світ»; син: Томаш Томчик (Томас Томчик), журналіст, видавець, засновник і редактор щомісячників Bay Islands Voice, Motmot Magazine, Paya Magazine, автор книг «Магія Роатана: Прихована перлина Західного Карибського басейну»; «Сорренті: Життя дизайнера».

## Творчість

### В Польщі
- Blisko Wańkowicza; Wyd. Literackie Kraków, 1975, 1978, 1988; ISBN 83-08-01917-X
- Z miejsca na miejsce; Kraków 1983, Warsaw 1986, 1997; ISBN 83-08-00982-4; ISBN 83-7021-009-0; ISBN 83-904286-6-0
- Kanada, Kanada; Warsaw 1986; ISBN 83-7021-006-6
- Diecezja Łódzka i jej biskupi; Łódź 1987; ISBN 83-85022-00-7
- Moje i zasłyszane; Warsaw 1988; ISBN 83-07-01275-9
- Kanadyjski senator; Warsaw 1989; ISBN 83-7021-023-6
- Na tropach Wańkowicza; Warsaw 1989, 1999; ISBN 978-83-7648-261-3 / ISBN 83-7180-349-4; Expanded Edition: Na tropach Wańkowicza po latach (In Wańkowicz's Footsteps - After the Years ); Warsaw 2009; ISBN 978-83-7648-261-3
- Proces M. Wańkowicza 1964; Warsaw 1990; ISBN 83-85135-08-1
- Nie tylko Ameryka; Dom Ksiazki, Warsaw 1992; ISBN 83-900358-1-2
- Korzenie sa polskie; Warsaw 1992; ISBN 83-7066-406-7
- Ulica Żółwiego Strumienia; Dom Ksiazki, Warsaw 1995, Wyd. Twoj Styl 2004; ISBN 83-900358-5-5; ISBN 83-7163-263-0
- Amerykanie z wyboru i inni; Dom Ksiazki, Warsa] 1998; ISBN 83-900358-7-1)
- Podróże z moją kotką; Warsaw 2002, 2004; ISBN 83-88576-90-9 / ISBN 83-7386-102-5 (awarded "Book of the Year" by Polish bookstores, 23–29 December 2002)
- Nie minelo nic, procz lat; Warsaw 2003 (with Szymon Kobyliński; ISBN 83-7386-045-2)
- Kaja od Radosława czyli historia hubalowego krzyza; Muza, Warsaw 2006, ISBN 83-7319-975-6, 2014,ISBN 978-83-7758-635-8)
The Union of Polish Writers Abroad (London) awarded it Best Book of the Year, 2007.[11]
- Otwarta rana  Ameryki; Bielsko Biała 2007; ISBN 978-83-7167-556-0
- Dwór w Kraśnicy i Hubalowy Demon (The Krasnica Estate and Hubal's Demon); PIW Warsaw 2009, 2015; ISBN 978-83-06-03221-5. For the book, she received honorary citizenship of County Slawno.
- Lepszy dzien nie przyszedl juz; Iskry, Warsaw 2012; ISBN 978-83-244-0189-5
- Ingrid Bergman prywatnie; Prószynski i S-ka, Warsaw 2013; ISBN 978-83-7839-518-8
- Druga bitwa o Monte Cassino i inne opowiesci; Iskry, Warsaw 2014; ISBN 978-83-244-0363-9[12]
- Wokół Wańkowicza; Warsaw PIW 2019; ISBN 978-8366-27213-2
- Pisarskie delicje; Warsaw Bellona 2019; ISBN 978-8311-15655-5
- Melchior Wańkowicz przypominany; Wydawnictwo Naukowe Uniwersytetu Mikołaja Kopernika, Toruń 2024; ISBN 978-83231-5420-4

### В Канаді
- Senator Haidasz (Toronto 1983; ISBN 0-919786-10-3)
- Dreams and Reality Polish Canadian Identities (Toronto 1984; ISBN 0-9691756-0-4)[13]
- The Roots Are Polish (Toronto 2000, 2004; ISBN 0-920517-05-6)
- Senator Stanley Haidasz - A Statesman for All Canadians (Montreal 2014; ISBN 978-0-9868851-1-2)[14]

### У США
- Open Wounds - A Native American Heritage (Nemsi Books, Pierpont, S.D. 2009; ISBN 978-0-9821427-5-2)[15][16]
- On the Road With Suzy From Cat to Companion (2010 by Purdue University Press, West Lafayette, Indiana; ISBN 978-1-55753-554-2)[17][18]
- Kaia Heroine of the 1944 Warsaw Rising (Lanham, MD: Lexington Books, 2012;  ISBN 978-0-73917-270-4) / 2014, ISBN 978-0-7391-9053-1[19][20])
- The Polish Experience Through World War II: A Better Day Has Not Come (Lanham MD: Lexington Books, 2013; ISBN 978-0-7391-7819-5) / 2015; ISBN 978-1-4985-1083-7[21])
- Melchior Wańkowicz Poland's Master of the Written Word (Lanham MD: Lexington Books, 2013; ISBN 978-0-7391-7590-3[22][23][24][25][26] 2017, ISBN 978-1-4985-5633-0)
- Polish Hero Roman Rodziewicz Fate of a Hubal Soldier in Auschwitz, Buchenwald, and Postwar England (Lanham, MD: Lexington Books, 2013; ISBN 978-0-7391-8535-3)[27][28] 2017, ISBN 978-1-4985-5696-5)
- Ingrid Bergman and Her American Relatives (Lanham, MD: Hamilton Books, 2013; ISBN 978-0-7618-6150-8)[29]
- Love for Family, Friends, and Books (Lanham, MD: Hamilton Books, 2015; ISBN 978076186568-1)[30][31]
- Untold Stories of Polish Heroes From World War II (Lanham, MD: Hamilton Books, 2018; ISBN 978-0-7618-6983-2[32])

### В Бразилії
- A ferida aberta da América (Donizela, Curitiba,  Brasil  2024).ISBN 978-65-85273-29-9. In Portuguese, Translation: Matheus Moreira Pena.

Розділ книги «Кая від Радослави» (назва: «Табір НКВС № 41 в Осташкові») опубліковано в українському перекладі в щомісячнику «Київ» (11-12, 2018. Переклад: Теодозья Зарівна). Фрагмент книги «Кращий день більше не настав» опубліковано в українському перекладі в журналі «Всесвіт», Київ/Kyiv, 2020, № 3–4. Переклад: Валентина Соболь. Фрагменти книг «Вулиця Черепашого струменя», «Канада, Канада...» опубліковано німецькою мовою в антології (Nordost-Archiv, Люнебург, Німеччина / Neue Folge Band VIII/1999, переклад: Hans-Christian Trepte). Розділ книги: «Відкрита рана Америки», назва: «Смуток резервацій», опубліковано в португальському перекладі («A tristeza das reservas») в академічному журналі. «Latinidade» (11-Numero 2 -Julho-Dezembro 2019). Ріо-де-Жанейро, Бразилія. переклад Томаш Лиховський. 
Вона підготувала вступ і примітки до публікацій, зокрема «Закордонні репортажі» (1981), еміграційні та повоєнні твори Мельхіора Ваньковича (серія 1990–1992), «Листування Кристини та Мельхіора Ваньковичів» (1992), «Листування Єжи Ґедройця – Мельхіора Ванковича» (2000), «Король і Кролик». Листування Зофії та Мельхіора Ваньковичів, 2 томи (2004). Melchior Wańkowicz, Czesław Miłosz: Листування: „Twórczość” 1981, no. 10..
Він є редактором серії та автором післямови до кожного з 16 томів серії «Твори Мельхіора Ваньковича», яка розпочалася з тому «Битва під Монте-Кассіно» та включає раніше неопубліковані видання, такі як «Репортажі з Волині» та «Земля за багатолюдними землями».
Александра Зілковська-Бем є автором сценарію для музичного спектаклю Drugi Korpus w piosenkach Ref-Rena, створеного Telewizja Polska у 1991 році (режисерка Барбара Борис-Даміцька ). Вона консультувала та знімалася в документальних фільмах, присвячених Збіґнєву Бжезінському, Стенлі Гайдашу (режисер Збігнєв Ковалевський ), Корчак Зьолковський (TV Filadelfia) та Мельхіор Ваньковіч (режисер Пьотр Моравський). Вона є автором передмови до книги Януша М. Палуха «Вчора і сьогодні». Поляки на пограниччі (Краків 2013, ISBN  978-83-62971-06-0 ), передмова до книги Томаша Лиховського Spojrzenia. Wiersze Wybrana (Rio de Janeiro 2016, ISBN  978-85-7785-491-2 ) та автор вступу у формі розмови з проф. Stanisław Sławomir Nicieja під назвою «Між наукою та літературою» до XVIII тому «Кресової Атлантиди». Historia i mythologia miasta kresowych (Wydawnictwo Uniwersytetu Opolskiego, 2022. ISBN  978-83-61915-81-2 ).